# Kortnei Johnson
Kortnei LeAnn Johnson, née le 11 août 1997, est une sprinteuse américaine. Elle court au sein de l'équipe d'athlétisme LSU Lady Tigers track and field (en) (LSU) de l'université d'État de Louisiane et remporte deux titres de championne de relais des championnats féminins d'athlétisme en plein air de la division I de la NCAA (en) et établit le record du monde des moins de 23 ans dans le relais 4 × 100 mètres en 2018. Elle représente les États-Unis aux Jeux panaméricains de 2023.

## Carrière
Kortnei LeAnn Johnson naît le 11 août 1997 à Italy (Texas). Elle fréquente le lycée d'Italy, où elle est sept fois championne d'athlétisme de la Ligue interscolaire universitaire du Texas (en). Comme le lycée d'Italy n'a pas de piste d'athlétisme, elle doit s'entraîner sur l'herbe et le béton,. Elle est décrite comme l'athlète la plus performante de l'histoire du lycée d'Italy, et lorsqu'elle a obtenu son diplôme, un défilé est organisé en son honneur. Elle est ensuite recrutée par l'équipe d'athlétisme des Lady Tigers de LSU ; lorsque l'entraîneur de LSU, Dennis Shaver, visité l'école de Kortnei Johnson, il est surpris par le manque d'installations d'entraînement. En 2015, elle se qualifie pour les Championnats d'extérieur NCAA DI 2016 sur 100 m, 200 m et 4 x 100 m lors de sa première série de compétitions. Bien qu'elle ne se soit pas qualifiée pour les finales du 100 m ou du 200 m, elle remporte son premier championnat national dans le relais, établissant un nouveau record au stade Hayward Field de 42,65 secondes.
Elle remporte sa première médaille individuelle NCAA lors des championnats d'athlétisme en plein air de la Division I de la NCAA en 2018, en se classant troisième sur 200 mètres. Lors des championnats en plein air de la Southeastern Conference de cette année-là, Kortnei Johnson établit un record NCAA et la meilleure performance mondiale des moins de 23 ans dans le relais 4 × 100 m. Elle court en deuxième avec Mikiah Brisco, Rachel Misher et Aleia Hobbs, son équipe LSU réalise un temps de 42,05 secondes. Plus tard, lors des championnats nationaux en plein air, Kortnei Johnson ne participe qu'au relais 4 × 100 m et remporte son deuxième titre national dans cette épreuve. Il s'agit de son dernier titre national, car lors des championnats en plein air de sa saison senior, son équipe 4 × 100 m s'incline face aux Trojans de l'USC. Kortnei Johnson participe aux Championnats d'athlétisme en plein air des États-Unis 2019 sur 100 m, mais elle se classe 6e de sa demi-finale et n'accède pas à la finale. En septembre de la même année, elle est sélectionnée comme membre de l'une des deux équipes américaines de 4 × 100 m lors du Match Europe contre États-Unis. Courant avec Courtne Davis, Kiara Parker et Kyra Jefferson, son équipe se classe deuxième, ne s'inclinant que devant l'autre équipe américaine.